# Blomberg-Baumboa
Die Blomberg-Baumboa (Corallus blombergi) ist eine Schlangenart aus der Familie der Boas (Boidae). Sie kommt in Ecuador westlich der Anden in Waldgebieten, meist unter 200 Metern Höhe vor. Die Art wurde lange zeit als südlichste Unterart der Ringelboa (Corallus annulatus) angesehen. Das Verbreitungsgebiet der beiden Arten ist deutlich voneinander getrennt. Das Artepitheton ehrt den schwedischen Fotografen und Forschungsreisenden Rolf Blomberg.

## Merkmale
Die Blomberg-Baumboa erreicht eine Länge von bis zu 143 Zentimetern. Die Grundfärbung des Körpers reicht von kräftig orange über blassbraun bis dunkelbraun. Der Rücken weist ein dunkleres Muster auf, das aus 40 bis 43 diamantförmigen, in der Körpermitte eher ovalen, dunkleren Elementen besteht, deren Zentrum blasser ist, als die Grundfarbe. Der Kopf weist einen oder zwei Streifen über dem Auge und einen oder keinen darunter auf. Der Bauch ist schmutzig gelb, blass braun oder rosa mit dunkleren punkten oder Flecken, die im vorderen Bereich stärker ausgeprägt sind. Am Kopf finden sich je drei Loreal- und Infralorealschilde. Um das Auge liegen 12 bis 14 Schilde, zwischen den Augen auf der Kopfoberseite 8 bis 12. In der Rumpfmitte weist der Rücken 50 bis 55 Reihen glatter, hexagonaler Schuppen auf. Die Zahl der Ventralschilde liegt bei 251 bis 269, die der Subcaudalschilde bei 76 bis 86.

## Lebensweise
Die Blomberg-Baumboa ist nachtaktiv und baumbewohnend. Zu ihrer Beute zählen Vögel, Säugetiere wie Fledermäuse und andere Wirbeltiere. Die Art ist ovovivipar (ei-lebendgebärend).

## Gefährdung
Die Weltnaturschutzunion (IUCN) stuft die Art als stark gefährdet (endangered) ein. Über den Wildbestand ist wenig bekannt, doch ist der Lebensraum der Art durch Abholzung bedroht. Nur drei Exemplare existieren in Gefangenschaft.

## Nachweise
- Robert W. Henderson, Mats Houmlggren, William W. Lamar, Louis W. Porras: Distribution and Variation in the Treeboa Corallus annulatus (Serpentes: Boidae). In: Studies on Neotropical Fauna and Environment. Band 36, Nr. 1, 2001, S. 39–47 (englisch).